# Glenwood Springs
Glenwood Springs é uma cidade localizada no estado americano do Colorado, no Condado de Garfield.

## Demografia
No Censo dos Estados Unidos de 2020, a sua população era de 9 963 habitantes e em 2023 foi estimada em  10 250.

## Geografia
De acordo com o United States Census Bureau tem uma área de 5,84 milha quadradas (15,1 km2), todas cobertas por terra e nenhuma por água. Glenwood Springs localiza-se a aproximadamente 1745 m acima do nível do mar.

## Localidades na vizinhança
O diagrama seguinte representa as localidades num raio de 40 km ao redor de Glenwood Springs.